# معاهده آمستردام

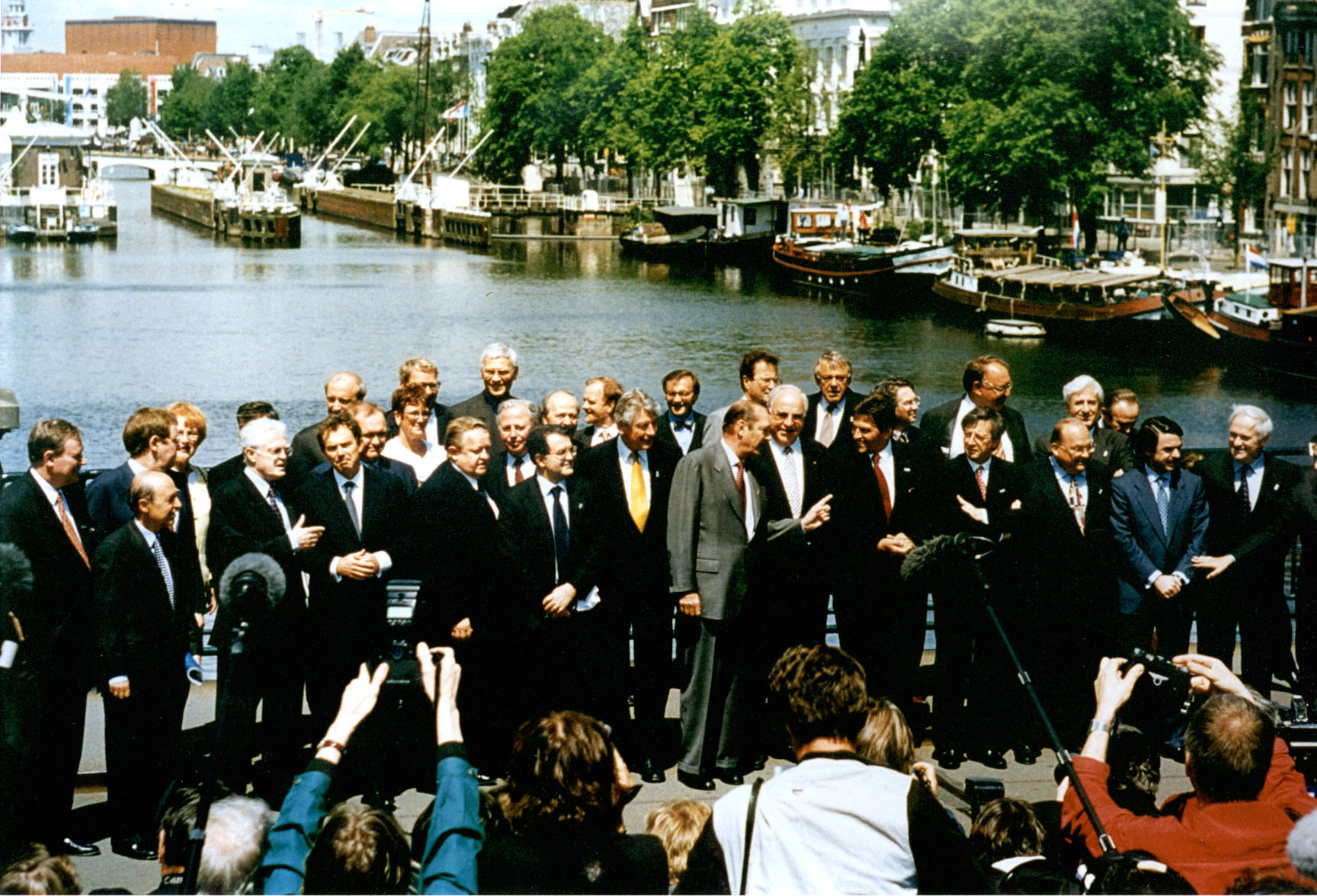
کلاوس کینکل با دیگر رهبران اروپایی در طی امضای معاهده آمستردام در سال 1997

معاهده آمستردام (به انگلیسی: Treaty of Amsterdam) در دوم اکتبر ۱۹۹۷ امضا شد و از اول ۱۹۹۹ لازم‌الاجرا گردید. این معاهده، توافقنامه رم و اتحادیه اروپا را اصلاح کرد و برای پیمان اتحادیه اروپا، از ارقام حروفی استفاده نمود.
به منظور مقابله با چالش‌های ناشی از گسترش اتحادیه اروپا به سوی شرق و تحولات جدید، در ژوئن ۱۹۹۷، معاهده آمستردام به تصویب رسید. بر اساس این معاهده، مسائل مربوط به پناهندگی، ویزا، مهاجرت و کنترل مرزها تابع قواعد و روش‌های اتحادیه اروپا شد و پیمان شنگن در چارچوب اتحادیه اروپا قرار گرفت. سیاست‌های اشتغال، توسعه پایدار، حفاظت از سلامت انسان‌ها و حمایت از مصرف کنندگان، در زمره اهداف رسمی کمیسیون اروپا قرار گرفت، به منظور پیشبرد یک سیاست خارجی منسجم، مؤثر و روشن یک واحد برنامه‌ریزی سیاست‌گذاری، به وجود آمد و در روند تصمیم گیری‌ها، بر نقش پارلمان اروپا افزوده شد.